# قورباغه‌های سرجعبه‌ای
قورباغه‌های سرجعبه‌ای (نام علمی: Pyxicephalidae) نام یک تیره از راسته قورباغه است.